# Efecto Joule

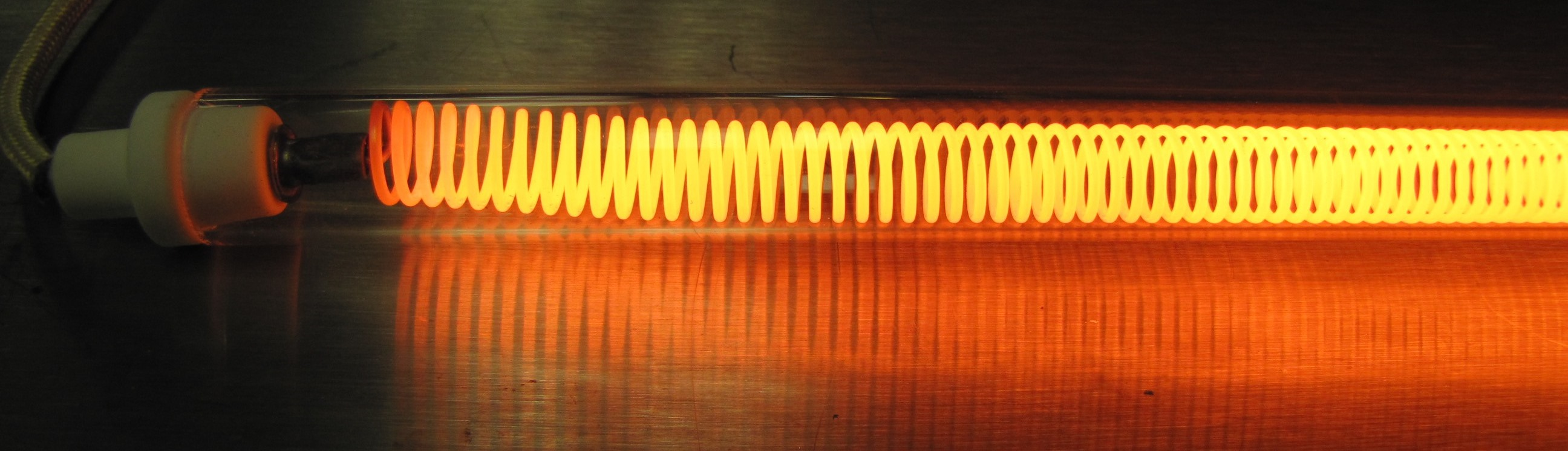
Un elemento calefactor consistente en un alambre enrollado de una tostadora eléctrica, donde se observa la incandescencia de tono rojo a amarillo.

Se conoce como efecto Joule al fenómeno irreversible por el cual si en un conductor circula corriente eléctrica, parte de la energía cinética de los electrones se transforma en calor debido a los constantes choques que sufren con los átomos del material conductor por el que circulan, elevando la temperatura del mismo. El movimiento de los electrones en un alambre es desordenado; esto provoca continuas colisiones con los núcleos atómicos y como consecuencia, una pérdida de energía cinética y un aumento de la temperatura en el propio alambre.
El nombre es en honor a su descubridor, el físico británico James Prescott Joule.

## Historia
El calentamiento resistivo fue estudiado primero por James Prescott Joule en 1841 e, independientemente, por Heinrich Lenz en 1842.
Joule sumergió un trozo de alambre en una masa fija de agua y midió el aumento de temperatura causada por el paso de una corriente conocida que fluyó a través del alambre durante un período de 30 minutos. Mediante la variación de la corriente y la longitud del alambre dedujo que el calor producido era proporcional al cuadrado de la corriente multiplicado por la resistencia eléctrica del alambre.

## Fundamentos microscópicos

### Modelo de Drude
Para explicar el fenómeno desde la física clásica, se puede utilizar el modelo de Drude.
Este modelo supone que un material conductor está formado microscópicamente por una red de iones positivos inmóviles rodeados por electrones libres moviéndose por la red que vienen a conformar una nube de electrones. Los iones están formados por el núcleo del átomo de material conductor y sus electrones no libres. Esta nube de electrones libres evita que los iones se repelan, permitiendo así que estos conformen la red o estructura atómica del material. La nube de electrones se encuentra en movimiento caótico debido a la energía proporcionada por la temperatura, pero no produce una corriente eléctrica neta porque no es direccional.
Al aplicar un campo eléctrico constante, este ejerce una fuerza sobre los electrones que tiende a darle una dirección y un sentido a su movimiento. Esta fuerza constante produce una aceleración constante sobre el electrón, como lo predice la segunda ley de Newton. Si la fuerza del campo eléctrico fuera la única que existe sobre los electrones, entonces se originarían corrientes arbitrariamente grandes, ya que la velocidad aumentaría linealmente con el tiempo.
Sin embargo, debe existir un factor que limite la velocidad de los electrones y, por lo tanto, la corriente. Este factor surge naturalmente cuando consideramos el efecto de la interacción de los electrones libres y la red de iones fijos. Los electrones chocan con un ion y, en este choque, transfieren su energía a la red de iones, reduciendo su velocidad.
Las colisiones entre los electrones y la red son favorecidas por:
- Vibraciones térmicas: a mayor temperatura, mayor resistividad.
- Defectos puntuales: a mayor número de ellos, mayor resistividad. Estos defectos pueden ser: vacantes (ausencia de átomos producidos a altas temperaturas), defectos intersticiales (átomos que están en posiciones incorrectas en la red) o impurezas aisladas (cargadas o neutras).
- Defectos lineales: dislocaciones, grupos de átomos desplazados de su posición de equilibrio.
- Defectos superficiales, como las superficies externas de los sólidos o las superficies internas (límites del grano, etcétera).

Cuando pasa corriente por un alambre aumenta su temperatura. La energía térmica que así se obtiene es producida indirectamente por la fuente del campo eléctrico, a través de los electrones libres y la red. De la hipótesis de Drude, que supone que en cada colisión con la red el electrón disminuye su velocidad, se espera que la red se caliente. Este aumento de temperatura es el efecto Joule. La energía que transfiere un electrón a la red por una colisión es igual a la energía cinética perdida en dicha colisión.

## Cálculo de la energía y potencia disipada
Este efecto es utilizado para calcular la energía disipada en un conductor atravesado por una corriente eléctrica de la siguiente manera:

{\displaystyle \left.{\begin{array}{l}P=V\cdot I\\E=P\cdot t\end{array}}\right\}\;\longrightarrow \quad E=V\cdot I\cdot t}

La potencia P disipada en un conductor es igual a la diferencia de potencial V a la que está sometido multiplicada por la intensidad de corriente I que lo atraviesa. La energía desarrollada E es el producto de la potencia P por el tiempo t transcurrido, luego la energía E es el producto de la tensión V por la intensidad I y por el tiempo t.
Si a esta expresión añadimos la Ley de Ohm tendremos:

{\displaystyle \left.{\begin{array}{l}E=V\cdot I\cdot t\\I={\cfrac {V}{R}}\end{array}}\right\}\;\longrightarrow \quad E={\cfrac {V^{2}}{R}}\cdot t}

y también:

{\displaystyle \left.{\begin{array}{l}E=V\cdot I\cdot t\\I={\cfrac {V}{R}}\;\longrightarrow \quad V=I\cdot R\end{array}}\right\}\;\longrightarrow \quad E=I^{2}\cdot R\cdot t}

La energía desarrollada es igual al cuadrado de la intensidad por la resistencia y por el tiempo, o lo que es lo mismo, el cuadrado de la tensión por el tiempo dividido entre la resistencia.
Microscópicamente el efecto Joule se calcula a través de la integral de volumen del campo eléctrico {\displaystyle {\vec {E}}} por la densidad de corriente {\displaystyle {\vec {J}}}:

{\displaystyle P=\int \!\!\!\int \!\!\!\int _{V}{\vec {J}}\cdot {\vec {E}}dV\,}

La resistencia es el componente que transforma la energía eléctrica en calor, (por ejemplo un hornillo eléctrico, una estufa eléctrica, una plancha, etc.).

## Aplicaciones
El efecto Joule se utiliza en incontable número de aparatos y procesos industriales. La parte del aparato que convierte la energía eléctrica en calor mediante el efecto Joule se llama elemento de calefacción.
|                         |
| Lámparas incandescentes |

|                    |
| Estufas eléctricas |

|                           |
| Calentadores de alimentos |

|                     |
| Placas calefactoras |

|                  |
| Planchas de ropa |

|                       |
| Soldadores eléctricos |

|                           |
| Ventiladores calefactados |

|                   |
| Secadores de pelo |

Hay muchos usos prácticos del efecto Joule:
- Una lámpara incandescente se ilumina cuando el filamento se calienta por efecto Joule.
- Las estufas eléctricas usualmente trabajan por efecto Joule.
- Los fusibles eléctricos se basan en el hecho de que si se excede el flujo de corriente, se generará suficiente calor para fundir el fusible.
- Los cigarrillos electrónicos trabajan generalmente por calentamiento Joule, vaporizando propilenglicol y glicerina vegetal.
- Los termistores son resistencias cuya resistencia cambia cuando cambia la temperatura. Se utilizan a veces en combinación con el calentamiento Joule: si una gran corriente se envía a través del termistor, se eleva la temperatura del dispositivo y por lo tanto sus cambios de resistencia. Si el dispositivo tiene un coeficiente de temperatura positivo de la resistencia (PTC), el aumento de temperatura causa una caída en la corriente, y atribuye al dispositivo una utilidad de protección del circuito similar a los fusibles, o para la reacción en los circuitos, o para otros muchos propósitos. En general, el auto-calentamiento puede convertir en una resistencia de un elemento de circuito no lineal y de histéresis.
- Algunos equipos de procesamiento de alimentos pueden utilizar calentamiento Joule: hacer pasar corriente a través del material alimentario (que se comporta como una resistencia eléctrica) provoca la liberación de calor dentro del alimento. [7] La corriente eléctrica alterna sumada a la resistencia de los alimentos provoca la generación de calor. [8] Una mayor resistencia aumenta el calor generado. El calentamiento óhmico permite un calentamiento rápido y uniforme de los productos alimenticios, lo que mantiene la calidad. Los productos con partículas se calientan más rápido (en comparación con el procesamiento térmico convencional) debido a su mayor resistencia. [9]